# Fuzz & Pluck
Fuzz & Pluck est une série de bande dessinée de l'Américain Ted Stearn. Elle est publiée aux États-Unis par Fantagraphics depuis 1999 et en France, depuis 2000, par Cornélius.

## Récompenses
- 2014 : Prix de la série au festival d'Angoulême avec le tome 2, Splitsville